# Braunschweig (lớp thiết giáp hạm)
Lớp thiết giáp hạm Braunschweig là những thiết giáp hạm tiền-dreadnought được Hải quân Đế quốc Đức (Kaiserliche Marine) chế tạo vào những năm đầu tiên của thế kỷ 20. Lớp bao gồm năm chiếc: Braunschweig, Elsass, Hessen, Preussen và Lothringen. Các con tàu này là một sự cải tiến so với lớp thiết giáp hạm Wittelsbach dẫn trước; được trang bị một dàn pháo chính mạnh hơn, nhanh hơn 2 knot (hải lý mỗi giờ) và có vỏ giáp bảo vệ tốt hơn.
Cả năm chiếc trong lớp đều đã tham gia Chiến tranh thế giới thứ nhất, chủ yếu như những tàu phòng thủ duyên hải thuộc Hải đội Chiến trận 4. Hessen được điều sang Hải đội Chiến trận 2 vào năm 1916 và đã tham gia trận Jutland vào ngày 31 tháng 5-1 tháng 6 năm 1916. Tất cả đều được phép giữ lại cho Hải quân Đức sau khi Đức thua trận, và tiếp tục phục vụ trong những vai trò khác nhau. Hessen cuối cùng được tái cấu trúc như một tàu mục tiêu điều khiển từ xa bằng vô tuyến, trong khi Preussen và Lothringen được cải biến thành những tàu tiếp liệu cho tàu quét mìn. Tất cả mọi chiếc ngoại trừ Hessen đều bị tháo dỡ trong những năm 1930; Hessen sống sót cho đến tận cuối Chiến tranh thế giới thứ hai, khi nó bị Hải quân Liên Xô chiếm và tiếp tục sử dụng như một tàu mục tiêu cho đến đầu những năm 1960.

## Thiết kế

### Các đặc tính chung

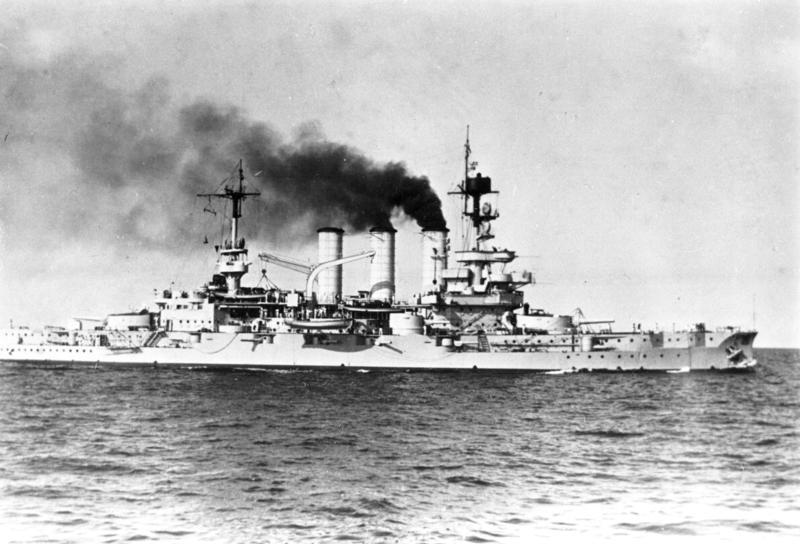
Thiết giáp hạm Hessen vào năm 1926

Những chiếc trong lớp Braunschweig có chiều dài ở mực nước là 413 ft 3 in (125,96 m) và chiều dài chung là 419 ft (128 m). Chúng có mạn thuyền rộng 73 ft (22 m) và độ sâu của mớn nước là 26 ft 7 in (8,10 m). Các con tàu có 13 ngăn kín nước cùng một đáy kép chiếm 60% chiều dài của lườn tàu. Chúng có trọng lượng choán nước tiêu chuẩn là 13.208 t (12.999 tấn Anh; 14.559 tấn Mỹ), và lên đến 14.394 t (14.167 tấn Anh; 15.867 tấn Mỹ) khi đầy tải.
Các con tàu được mô tả là những tàu đi biển tốt, nhưng có xu hướng lật nghiêng nặng. Chúng dễ đáp ứng và có đường kính quay vòng nhỏ ở tốc độ chậm, nhưng khi bẻ lái 12° con tàu mất đến 70% tốc độ. Thủy thủ đoàn thông thường của các con tàu bao gồm 35 sĩ quan và 708 thủy thủ, và khi đảm nhiệm vai trò soái hạm của hải đội, chúng được bổ sung thêm 13 sĩ quan và 66 thủy thủ. ác con tàu mang theo một số xuồng nhỏ, bao gồm hai xuồng gác, hai xuồng đổ bộ, một xuồng máy (sau được tháo dỡ), hai ca-nô, hai xuồng yawl và hai xuồng nhỏ.

### Động lực
Những chiếc trong lớp Braunschweig được vận hành bởi ba động cơ hơi nước ba buồng bành trướng đặt dọc công suất 16.000 ihp (12.000 kW). Hơi nước được cung cấp bởi tám nồi hơi kiểu Marine và sáu nồi hơi hình trụ. Sau năm 1915, khả năng đốt đầu được bổ sung để bổ trợ cho các nồi hơi đốt than. Các con tàu có một bánh lái duy nhất và ba chân vịt. Các chân vịt phía ngoài có ba cánh, đường kính 4,8 m (5,2 yd), trong khi chân vịt trung tâm có bốn cánh với đường kính 4,5 m (4,9 yd). Tốc độ tối đa của các con tàu là 18 hải lý trên giờ (33 km/h); tuy nhiên, khi chạy thử máy, động cơ đã đạt đến công suất 16.400–16.980 ihp (12.230–12.660 kW), và tốc độ tối đa đạt đến 18,2–18,7 hải lý trên giờ (33,7–34,6 km/h). Các con tàu trong lớp có thể di chuyển 5.200 nmi (9.600 km) ở tốc độ đi đường trường 10 kn (19 km/h), ngoại trừ Hessen; Hessen bị ảnh hưởng bởi bánh lái không ổn định, vốn đưa đến việc gia tăng tiêu hao nhiên liệu khiến chỉ có tầm hoạt động 4.530 nmi (8.390 km) ở tốc độ 10 kn (19 km/h). Hai chiếc dẫn đầu của lớp Braunschweig và Elsass có bốn máy phát điện với công suất 230 kW (74 V), trong khi ba chhiếc tiếp theo Hessen, Preussen và Lothringen có bốn máy phát turbine cung cấp 260 kW (110 V).

### Vũ khí

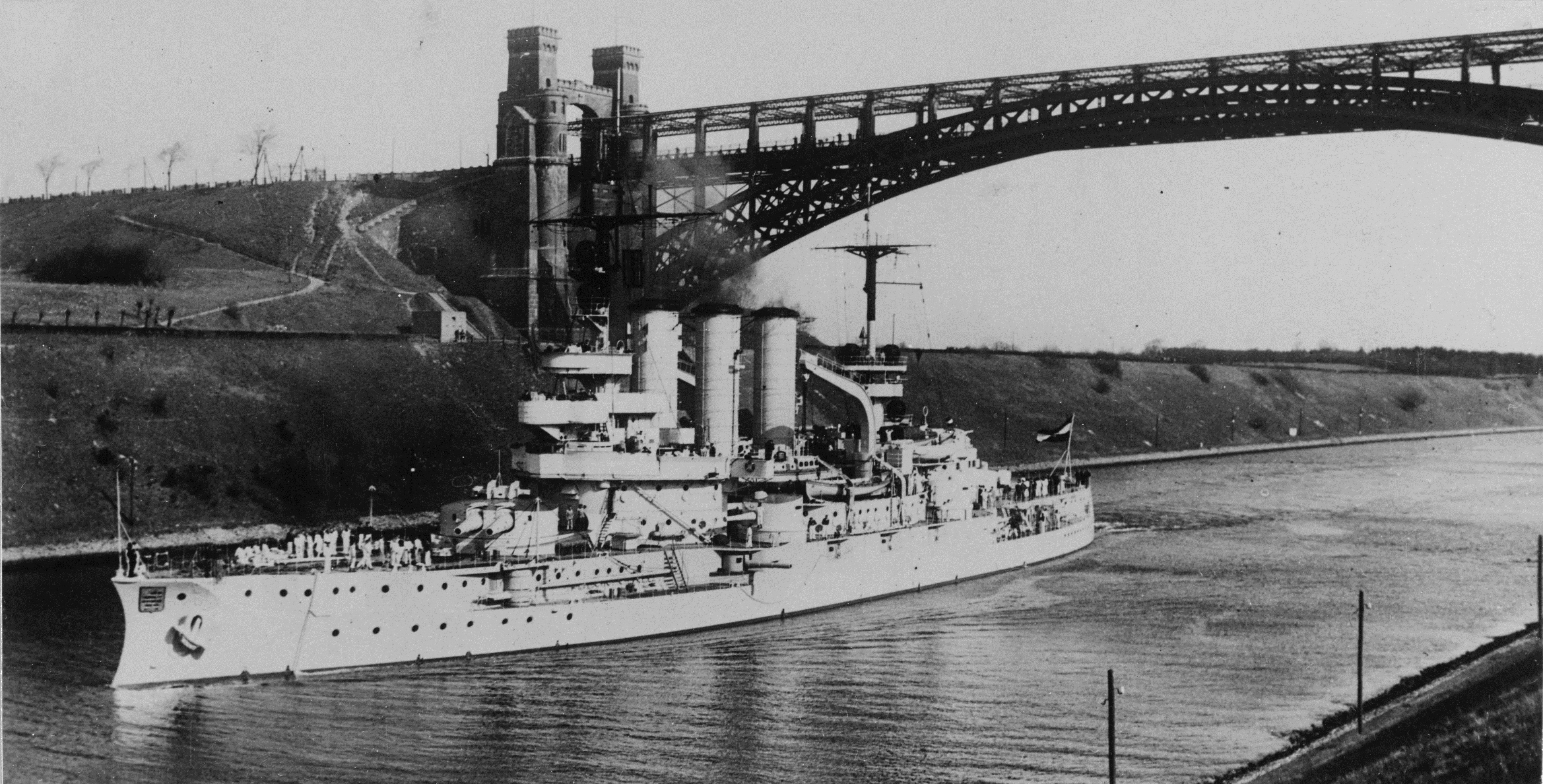
Thiết giáp hạm Hessen đang đi qua cầu Levensau tại kênh đào Kiel.

Dàn vũ khí chính của lớp Braunschweig được tăng cường so với thiết kế trước đó, nhưng vẫn yếu hơn so với những thiết giáp hạm đường thời của nước ngoài. Dàn pháo chính bao gồm bốn khẩu pháo 28 cm (11 in) SK L/40 bắn nhanh đặt trên hai tháp pháo nòng đôi, được tăng lên từ cỡ pháo 24 cm (9,4 in) của lớp dẫn trước, nhưng yếu so với cỡ pháo 12 in (30 cm) trên nhiều chiếc của nước ngoài. Các khẩu pháo này có thể hạ đến -4° và nâng đến góc 30°, cho phép có một tầm bắn tối đa 18.800 m (20.600 yd). Các khẩu pháo này bắn ra đạn pháo nặng 529 lb (240 kg) ở lưu tốc đầu đạn 820 m/s (2.690 ft/s). Dàn pháo chính có tổng cộng 340 quả đạn pháo, tức 85 quả cho mỗi khẩu.
Dàn pháo hạng hai của các con tàu bao gồm mười bốn khẩu pháo 17 cm (6,7 in) SK L/40 bắn nhanh, gồm bốn khẩu đặt trên các tháp pháo đơn giữa tàu và mười khẩu còn lại đặt trong các tháp pháo ụ chung quanh cấu trúc thượng tầng. Các khẩu pháo này bắn ra đạn pháo nặng 141 lb (64 kg) ở lưu tốc đầu đạn 850 m/s (2.789 ft/s); các tháp pháo đơn có thể nâng đến góc 30°, cho một tầm bắn tối đa 16.900 m (18.500 yd), trong khi các tháp pháo ụ chỉ có thể nâng đến góc 22°, và có tầm bắn tối đa tương ứng là 14.500 m (15.900 yd). Các khẩu pháo này có tổng cộng 1820 quả đạn pháo, tức 130 quả cho mỗi khẩu. Để đi qua được kênh đào Kiel, ba khẩu pháo ụ 17 cm ở trung tâm phải được rút vào bên trong bệ của chúng, nếu không con tàu sẽ quá rộng để có thể vừa với kênh đào.
Các con tàu có mười bốn khẩu pháo 8,8 cm (3,5 in) SK L/35 bắn nhanh đặt trong các tháp pháo ụ dọc theo chiều dài của con tàu. Các khẩu pháo này bắn ra đạn pháo nặng 15,4 lb (7,0 kg) ở lưu tốc đầu đạn 770 m/s (2.526 ft/s), và có thể nâng lên đến 25° cho một tầm bắn tối đa 9.090 m (9.940 yd). Chúng còn được trang bị sáu ống phóng ngư lôi ngầm 45 cm (18 in) với tổng cộng quả 16 ngư lôi.

### Vỏ giáp
Các con tàu được trang bị vỏ giáp Krupp. Vỏ giáp sàn tàu dày 40 mm (1,6 in) ở phần ngang và từ 75 mm (3,0 in) đến 140 mm (5,5 in) ở phần nghiêng. Đai giáp chính dày 250 mm (9,8 in). Tháp chỉ huy phía trước có nóc dày 50 mm (2,0 in) trong khi các mặt hông dày 300 mm (12 in). Tháp chỉ huy phía sau có nóc được bảo vệ bởi lớp giáp dày 30 mm (1,2 in) và vỏ giáp dày 140 mm (5,5 in) bên mặt hông. Thành trì của con tàu cũng được bảo vệ bởi lớp giáp 140 mm (5,5 in). Các tháp pháo chính có nóc dày 50 mm (2,0 in) và mặt hông dày 250 mm (9,8 in). Các tháp pháo hạng hai được bảo vệ bởi lớp giáp dày 150 mm (5,9 in), trong khi các tháp pháo ụ có các tấm chắn pháo dày 70 mm (2,8 in).

## Chế tạo
Braunschweig được đặt lườn tại xưởng tàu của hãng Germaniawerft ở Kiel vào năm 1901, được hạ thủy vào ngày 20 tháng 12 năm 1902 và đưa ra hoạt động cùng hạm đội vào ngày 15 tháng 10 năm 1904. Elsaß được chế tạo tại xưởng tàu Schichau ở Danzig bắt đầu vào năm 1901; con tàu được hạ thủy vào ngày 26 tháng 5 năm 1903 và đưa ra hoạt động vào ngày 29 tháng 11 năm 1904. Hessen cũng được chế tạo tại Germaniawerft bắt đầu vào năm 1902; nó được hạ thủy vào ngày 18 tháng 9 năm 1903 và đưa ra hoạt động vào ngày 19 tháng 9 năm 1905. Preussen được đặt lườn vào năm 1902 tại xưởng tàu của hãng AG Vulcan ở Stettin, được hạ thủy vào ngày 30 tháng 10 năm 1903 và đưa ra hoạt động cùng hạm đội vào ngày 12 tháng 7 năm 1905. Lothringen, chiếc cuối cùng trong lớp, được đặt lườn tại xưởng tàu Schichau vào năm 1902; nó được hạ thủy vào ngày 27 tháng 5 năm 1904 và đưa ra hoạt động chỉ hai năm sau đó vào ngày 18 tháng 5 năm 1906.

## Lịch sử hoạt động

### Chiến tranh Thế giới thứ nhất

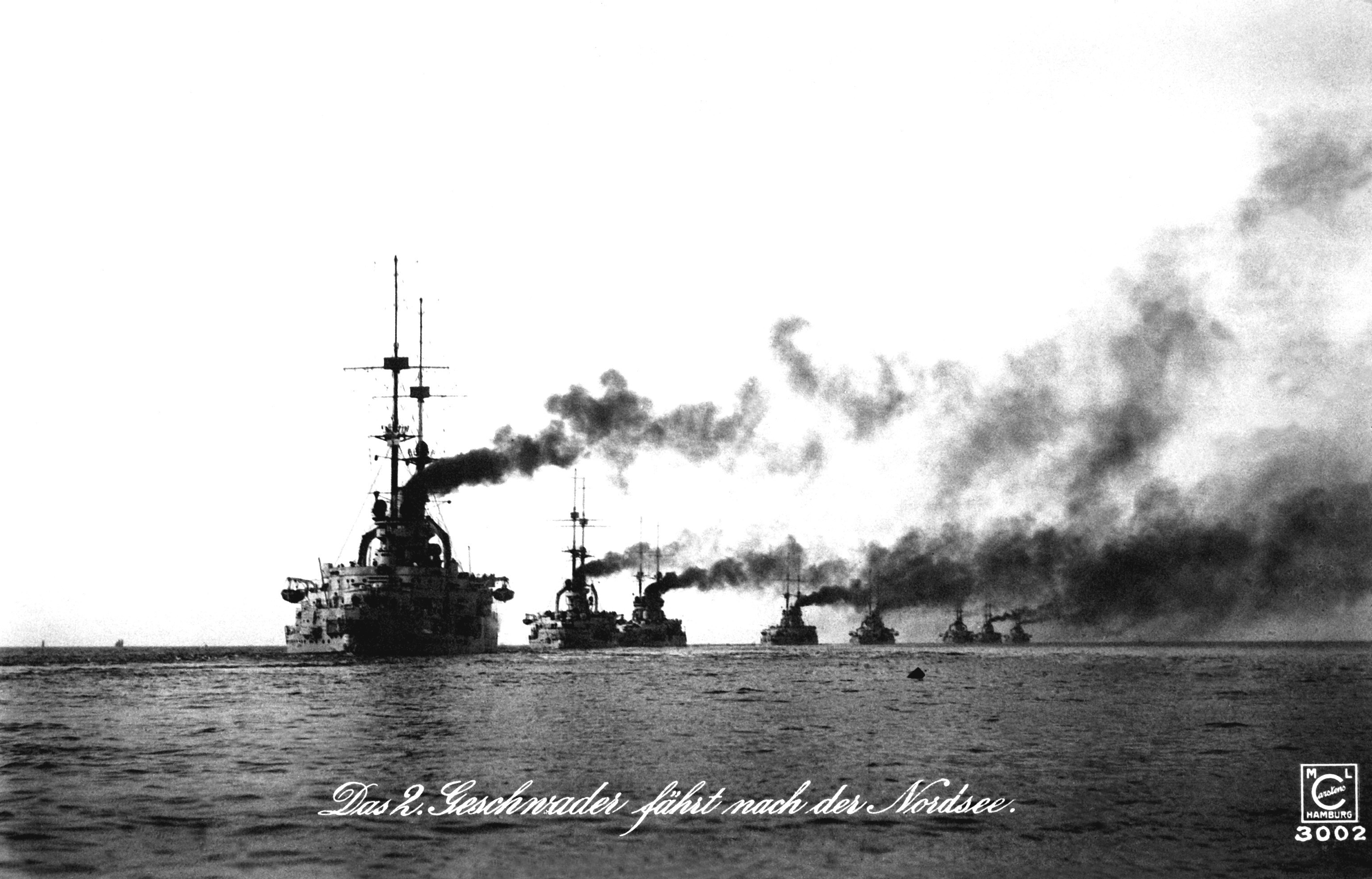
Những chiếc thuộc các lớp Braunschweig và Deutschland trong thành phần Hải đội Chiến trận II tại Bắc Hải

Vào lúc bắt đầu Chiến tranh thế giới thứ nhất, những thành viên thuộc lớp Braunschweig đang được phân về Hải đội Chiến trận 4 dưới quyền chỉ huy của Phó Đô đốc Erhard Schmidt với những nhiệm vụ phòng thủ duyên hải. Braunschweig và Elsaß đều đã tham dự giai đoạn đầu của Trận chiến vịnh Riga; chúng đã giữ chân thiết giáp hạm tiền-dreadnought Slava trong vịnh trong khi các bãi mìn của Nga được rà quét. Tuy nhiên, lực lượng Nga đã kháng cự quyết liệt. Đô đốc Schmidt quyết định rút lui lực lượng dưới quyền khi rõ ràng là việc quét mìn kéo dài quá lâu, và không đủ thời gian trời sáng còn lại cho tàu quét mìn Deutschland rải bãi mìn của chính nó. Đến năm 1916, Hessen được điều về Hải đội Chiến trận 2, và đã tham gia trận Jutland trong các ngày 31 tháng 5-1 tháng 6 năm 1916; cùng với các thiết giáp hạm tiền-dreadnought khác thuộc Hải đội 2 đối đầu trong một lúc ngắn với Hải đội Tàu chiến-Tuần dương 1 Anh Quốc dưới quyền Phó Đô đốc David Beatty, nhờ đó đã giúp bảo vệ cho việc rút lui các tàu chiến-tuần dương Đức đã bị đánh tơi tả dưới quyền Đô đốc Franz von Hipper.
Bắt đầu từ năm 1916, những chiếc trong lớp Braunschweig được cho rút khỏi hoạt động ngoài mặt trận, chủ yếu là do thiếu hụt nhân sự. Braunschweig được sử dụng như một tàu huấn luyện, và vào ngày 20 tháng 8 năm 1917 được cải biến thành một tàu trại binh tại Kiel. Elsaß cũng được sử dụng như một tàu trại binh và huấn luyện tại Kiel, được rút khỏi phục vụ ngoài mặt trận vào ngày 25 tháng 7 năm 1916. Hessen được cải biến thành một tàu kho chứa tại Brunsbüttel vào năm 1917, trong khi Preussen trở thành một tàu kho chứa tại Wilhelmshaven cùng năm đó. Lothringen được rút khỏi phục vụ vào năm 1917 được sử dụng như một tàu huấn luyện kỹ sư tại Wilhelmshaven.

### Sau chiến tranh

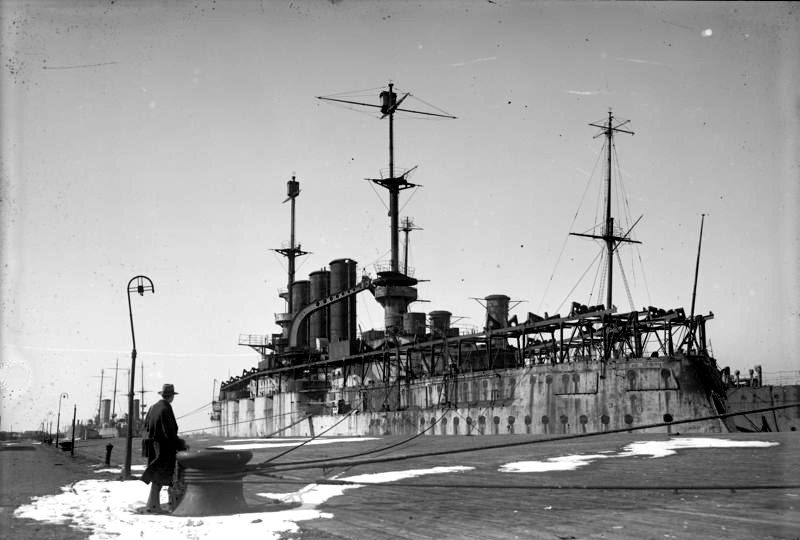
Preussen vào năm 1932, sau khi được cải biến thành một tàu kho chứa.

Vì mọi chiếc thiết giáp hạm dreadnought hiện đại của Đức đều bị đánh đắm tại Scapa Flow hoặc trao cho Đồng Minh như những chiến lợi phẩm, những chiếc thuộc lớp Braunschweig được cho hoạt động trở lại cùng với một Hải quân Đức được tái tổ chức lại. Trong những năm sau chiến tranh, Braunschweig, Elsaß và Hessen được tái cấu trúc như những hải phòng hạm, cho dù kế hoạch này sau cùng bị hủy bỏ. Braunschweig phục vụ cho Hải quân Đức từ năm 1921 đến năm 1926, khi nó được rút khỏi hoạt động thường trực. Vào ngày 31 tháng 5 năm 1931, nó được rút khỏi đăng bạ và được cải biến thành một lườn tàu cố định tại Wilhelmshaven, và cuối cùng bị tháo dỡ. Elsaß phục vụ cho hạm đội từ năm 1924 cho đến ngày 25 tháng 2 năm 1930, khi nó được rút khỏi hoạt động thường trực. Vào ngày 31 tháng 3 năm 1931, nó được rút khỏi đăng bạ và là một lườn tàu cố định tại Wilhelmshaven. Vào ngày 31 tháng 10 năm 1935, Elsaß được bán cho hãng Norddeutscher-Lloyd tại Bremerhaven, và được tháo dỡ vào năm 1936.
Hessen phục vụ cho hạm đội từ năm 1925 cho đến ngày 12 tháng 11 năm 1934, khi nó được cho rút khỏi hoạt động thường trực và cải biến thành một tàu mục tiêu. Công việc cải biến kéo dài từ ngày 31 tháng 3 năm 1935 đến ngày 1 tháng 4 năm 1937. Nó phục vụ dưới vai trò mới này cho đến năm 1945; sau khi Chiến tranh thế giới thứ hai kết thúc, nó bị Liên Xô chiếm và đổi tên thành Tsel. Con tàu cuối cùng bị tháo dỡ trong những năm 1960. Preussen hoạt động cùng với hạm đội như một tàu tiếp liệu cho tàu quét mìn từ năm 1919 đến ngày 5 tháng 4 năm 1929, khi nó được rút khỏi danh sách Đăng bạ Hải quân. Con tàu được bán vào ngày 25 tháng 2 năm 1931 để tháo dỡ với giá 216.800 Mác, và được tháo dỡ tại Wilhelmshaven. Một đoạn lườn tàu dài 63 m (207 ft) được giữ lại để sử dụng như một mục tiêu dành cho thử nghiệm ngư lôi và các chất nổ khác; đoạn này bị máy bay Đồng Minh ném bom đánh chìm vào tháng 4 năm 1945. Xác đắm của đoạn lườn tàu này sau cùng được cho nổi lên và tháo dỡ vào năm 1954. Lothringen cũng được cải biến thành một tàu tiếp liệu quét mìn và đã phục vụ trong vai trò này từ năm 1922 đến năm 1926. Con tàu được rút khỏi đăng bạ Hải quân vào ngày 31 tháng 3 năm 1931, được bán để tháo dỡ với giá 269.650 Mác, và được tháo dỡ bởi hãng Blohm & Voss tại Hamburg.